# De brieven
De brieven omvat een selectie van de brieven van de Nederlandse schrijver Frans Kellendonk uit de periode 1968-1990 en verscheen in mei 2015.

## Geschiedenis
Kellendonk debuteerde in 1977 met Bouwval. Zijn laatste uitgave tijdens zijn leven was De halve wereld. Kellendonk wist toen al dat hij ernstig ziek was. Hij bereidde zelf nog Het complete werk voor, op te vatten als zijn 'Verzamelde werken' die verschenen in 1992. De Stichting Frans Kellendonk Fonds gaf Oek de Jong en Jaap Goedegebuure de opdracht tot een brievenuitgave; deze beiden leidden de uitgave in, stelden die samen en annoteerden de brieven. Zij benaderden tientallen personen aan wie Kellendonk brieven zou hebben kunnen geschreven. De titel doet vermoeden dat het hier de complete verzameling brieven is. De bezorgers geven echter aan het eind van hun inleiding aan dat dat niet zo zal zijn: correspondenten in Engeland in verband met zijn proefschrift, of mogelijke correspondenten in Amerika, toen Kellendonk daar verbleef, werden niet opgespoord. Bovendien vermoeden ze dat ook in Nederland hun nog onbekende brieven bestaan.

## Uitgave
De uitgave verscheen als eerste druk in een gebonden, papieren uitgave, terwijl tegelijkertijd als tweede druk een e-book verscheen. Nog in 2015 verscheen een derde, papieren druk.
Bouwval · John & Richard Marriott · De nietsnut · Letter en geest · Namen en gezichten · Aantekeningen uit de nieuwe wereld · Het werk van de achtste dag · Hier schiet elk woord wortel · Mystiek lichaam · Muren · De veren van de zwaan · Geschilderd eten · De halve wereld · Het complete werk · De brieven · Het onstoffelijke boek · Uw horoscoop · Homoseksualiteit